# Maandstatistiek van de bevolking
De Maandstatistiek van de bevolking was een medium voor wie op de hoogte wilde blijven van de actuele veranderingen in de stand en loop van de bevolking van Nederland. Van 1953 tot 2011 verscheen er onder verschillende namen een tijdschrift met belangrijk statistisch materiaal over de bevolking. De verschillende titels hielden ook verband met de veranderende inhoud van het tijdschrift. Het Centraal Bureau voor de Statistiek (CBS) heeft deze opeenvolgende titels wel als een doorlopend tijdschrift beschouwd. Dit blijkt uit het feit dat men de jaargangen is blijven doornummeren. Het tijdschrift is in zijn geheel nu digitaal beschikbaar
Het tijdschrift stond bekend onder de volgende namen:
- Maandstatistiek van de bevolking 1953-1960
- Maandstatistiek van bevolking en volksgezondheid 1961-1981
- Maandstatistiek van de bevolking 1982-2002
- Bevolkingstrends 2003-2011

## Maandstatistiek van de bevolking 1953-1960
De Maandstatistiek van de bevolking 1953-1960 bood informatie over de stand (zoals omvang en leeftijdsopbouw) en de loop van de bevolking (geboorte, sterfte, huwelijk, echtscheiding) gebaseerd op de maandelijks door de gemeenten aan het CBS verstrekte gegevens. Deze gegevens werden dan gebundeld voor Nederland als geheel, en dikwijls ook onderscheiden naar provincies, gemeentegrootteklassen en afzonderlijke gemeenten van 25.000 of meer inwoners. Na afloop van een kalenderjaar werden deze maandcijfers tot een jaarcijfer berekend.

## Maandstatistiek van bevolking en volksgezondheid 1961-1981
De Maandstatistiek van bevolking en volksgezondheid 1961-1981 gaf maandcijfers over aantal inwoners, huwelijken, geboorten en sterfte in Nederland, de provincies en de gemeenten boven 25.000 inwoners en voorts over de binnenlandse en buitenlandse migratie.
Het sterftecijfer werd  ten dele  onderscheiden naar leeftijd en doodsoorzaak. Voorts maandelijkse gegevens over besmettelijke ziekten en ziekte- en ongevallenverzuim. 
Regelmatig werden gegevens van bijzondere aard opgenomen, zoals mortaliteit, migratie, ziekte, kosten en financiering van de gezondheidszorg. Het gedeelte over volksgezondheid werd voortgezet in het Maandbericht gezondheidsstatistiek.

## Maandstatistiek van de bevolking 1982-2002
Vanaf 1982 was de Maandstatistiek van de bevolking veel uitgebreider. In vergelijking met voorheen biedt deze:
- Meer informatie over demografische statistiek zoals bevolkingsstatistiek, bevolkingsprognoses en sociaal-demografische onderzoeken. Zo werden nieuwe publicaties aangekondigd, diverse demografische berichten gepubliceerd en recente demografische ontwikkelingen beschreven.
- Minimaal een demografisch artikel per aflevering
- In het tabellengedeelte meer gedetailleerde maandcijfers op het gebied van de sterfte en de huwelijkssluiting.

Er kwam dus een up to date cijfermatig overzicht van de demografische ontwikkeling (aantal inwoners, geboorte, sterfte, binnen- en buitenlandse migratie en huwelijkssluiting) van Nederland, de provincies en de gemeenten met 25.000 of meer inwoners.
Lang bleef de Maandstatistiek van de bevolking het belangrijkste medium voor wie op de hoogte wilde blijven van de actuele veranderingen in de stand en loop van de bevolking. Geen ander medium gaf een vergelijkbaar breed overzicht van de getalsmatige ontwikkelingen in de bevolking van Nederland. 
Door de invoering van de database Statline is er een snellere ontsluiting mogelijk van numerieke informatie dan mogelijk is via een papieren publicatie.

## Bevolkingstrends 2003-.
In deze publicatie ligt het accent op de uitkomsten van onderzoek waarbij gebruik gemaakt is van statistische informatie over de bevolking van Nederland. Het oorspronkelijke kwartaalblad op papier bood per aflevering een brede selectie aan onderwerpen die de demografische ontwikkelingen in Nederland belichtten. Sinds 2003 wordt het tijdschrift ook digitaal gepubliceerd.